# Kiss FM (Le Cannet)
Ne doit pas être confondu avec Kiss FM (Nationale).
 (novembre 2012).
Kiss FM est une station de radio varoise, membre des Indés Radios.

## Historique
Son fondateur est Patrice Sidrac, la station est créée en octobre 1982, le nom initial de la station de radio était PBFM 99, car elle émettait depuis le Palm Beach de Cannes, elle prend le nom de NRJ Cannes en 1985 tout en restant indépendante du réseau national.
En 1988, Canal +, propriétaire du nom Kiss FM, a autorisé Patrice Sidrac à intituler sa radio Kiss FM (Méditerranée), mais la station est toujours resté indépendant, rediffusant uniquement l'émission de Richard Bohringer sur sa propre antenne. En 1990 lorsque le réseau national Kiss FM disparait, la station conserve son nom.
Les locaux de la radio ont été touchés par les graves inondations survenues sur la Côte d'Azur, dans la nuit du 3 octobre au 4 octobre 2015.

## Programmation
Le format radio d'origine de Kiss FM est Mellow rock. En 1994, la station se dote d'une programmation orientée résolument dance avant de prendre un virage plus généraliste en septembre 1999.

## Diffusion et audience
Kiss dispose de sept fréquences FM et d'une diffusion en RNT pour le bassin niçois. Les autres zones de diffusion sont la région cannoise, l'Est Var, le Centre Var, La Ciotat, Isola 2000 et Auron.
Kiss FM est disponible en DAB+ à Nice, La Ciotat, Marseille, Toulon et dans tout le centre var
- 89.0 -- Isola 2000
- 90.8 -- Fréjus / Saint-Raphaël / Saint-Tropez
- 90.9 -- Nice / Antibes
- 94.6 -- Cannes / Grasse
- 96.1 -- Auron
- 97.8 -- Draguignan
- 101.6 -- Cassis / La Ciotat
- 96.4 -- Marseille

Kiss FM est la première radio indépendante du département des Alpes-Maritimes[réf. souhaitée],  première radio musicale du bassin cannois et voit son audience atteindre des sommets dans le département du Var.[réf. nécessaire]